# Lille terne
Lille terne (Sternula antillarum) er en mågefugl, der lever i Nord og Mellemamerika.